# アトリエ第Q藝術
アトリエ第Q藝術（英語: atelier Q）は、日本の東京都にある小劇場・ギャラリー・アトリエである。チーフディレクターは「キッド・アイラック・アート・ホール」のチーフディレクターを歴任した早川誠司が務める。

## 概要
日本画家、故髙山辰雄の自宅兼アトリエを改装して作られた多目的スペースである。設備投資費は、2017年7月14日から1か月間、クラウドファンディングサイトで募金を呼び掛けて用意された。
名前の “Q” は、「第Q番目の芸術」を意味し、文芸・音楽・絵画・演劇・建築・彫刻・舞踏・映画という8つの既存の芸術分野が融合して新たな芸術が生み出される場、という意味が込められている。

## 施設
- B1F：アトリエ
- 1F：小劇場・アトリエ
- 2F：ギャラリー (cafe & gallery)

## 利用情報
- 開館時間：13:00 - 19:00（カフェ営業時間）
- 休館日：毎週月曜日
- 所在地：〒157-0066 東京都世田谷区成城2-38-16

## 交通アクセス
- 小田急小田原線「成城学園前駅」下車、徒歩2分。